# Инцидент в залива Сидра (1981)
Инцидентът в залива Сидра през 1981 г. е въоръжен сблъсък между САЩ и Либия, при който са свалени два либийски самолета.

## История
През 1973 г. либийският лидер Муамар Кадафи обявява по-голямата част от залива Сидра за либийски териториални води, като границата е условна права линия на 32° 30' северна ширина, свързваща гр. Бенгази и гр. Мисрата. Кадафи нарича тази „граница“ „Линия на смъртта“ и заплашва, че преминаването ѝ ще доведе до военен отговор. САЩ отговарят на тези спорни претенции с осъществяването в региона на операции по спазването на Свободата на корабоплаването. С идването на власт на президента Роналд Рейгън, тези операции се засилват – по негово разпореждане през август 1981 г. край бреговете на Либия се разполагат авионосните съединения на самолетоносачите Нимиц и Форестал. Официалният претекст е провеждането на учения с ракетни стрелби и съблюдаване на правото на свободно корабоплаване.
Либийската страна отговаря с повишена активност на военновъздушните си сили. Още рано сутринта при започването на учението на 18 август, три либийски МиГ-25 правят опит да се приближат към американския флот, но са прехванати от изтребители F-4 и F-14 и са отдалечени от корабите. През целия ден Либия продължава с опитите си да установи точното местоположение на американските единици, като за целта са използвани поне седемдесет самолета от типовете МиГ-23, МиГ-25, Су-20, Су-22М и Mirage F1. Либийските самолети летят по двойки, но всичките им опити да достигнат корабите на САЩ са безуспешни – те са своевременно прехващани от американските палубни изтребители и ескортирани встрани. През целия ден ситуацията остава много напрегната, но нито една от страните не използва оръжие.

## Инцидентът
Рано сутринта на следващия ден, 19 април, самолет за ДРЛО E-2C Hawkeye засича излитането на два самолета от летище край Триполи, които поемат курс на север с висока скорост (по-късно се оказва, че това са изтребител-бомбардировачи Су-22). Към тях е насочена двойка F-14, за да ги прехване, като не се очаква нещо повече от демонстративни действия от либийска страна, подобни на тези от изминалия ден. Двете двойки летят на насрещни курсове, но, малко преди да се разминат, от дистанция 300 m, водещият либийски самолет изстрелва ракета К-13 по американските изтребители, която не улучва. В отговор американските F-14 заемат удобни позиции за стрелба и свалят двата Су-22 с ракети AIM-9 Sidewinder, следвайки инструкциите, според които имат право да открият огън ако са нападнати. Според официалното съобщение на САЩ, двамата либийски пилоти се катапултират успешно и са спасени от либийските ВМС.
Около час след инцидента двойка напълно въоръжени либийски МиГ-25 предприемат демонстративни действия, летейки на боен курс срещу самолетоносача Нимиц, но са прехванати от три американски F-14, и, след известна игра на нерви, обръщат назад и се прибират в базата си. Малко по-късно през същия ден още една формация либийски самолети прави опит да пробие към американските кораби, но отново безуспешно.

## Последствия
След въоръжения сблъсък се появяват твърдения, че либийският самолет не е изстрелвал ракета, а просто се е освободил от допълните си горивни резервоари, при което се е получило проблясване, вследствие на все още изтичащото от тях гориво, погрешно прието от американските пилоти за изстрелване на ракета. Вечерта след инцидента, в интервю по либийската телевизия, либийски пилот на МиГ-25 (вероятно един от предприелите лъжливата атака срещу Нимиц), заявява, че всъщност либийските самолети са попречили на американските, които са имали намерение да атакуват либийски градове.
В политическо отношение този инцидент влошава още повече обтегнатите отношения между двете държави, но няма по-особени последствия.